# Route nationale 36 (Congo-Kinshasa)
Pour les articles homonymes, voir Route nationale 36.
La route nationale 36 (RN36) est une route nationale de la République démocratique du Congo parcourant 69 km dans le Haut-Katanga. Elle relie la RN1 depuis Mokambo jusqu’à Mwenda et la frontière avec la Zambie sur la rivière Luapula.